# Barisia jonesi
Barisia jonesi — вид веретільницеподібних ящірок родини веретільницевих (Anguidae). Ендемік Мексики. Раніше вважався підвидом Barisia imbricata, однак був визнаний окремим видом.

## Поширення і екологія
Barisia jonesi є ендеміками гірс Сьєрра-де-Коалкоман в штаті Мічоакан. Вони живуть в гірських помірних лісах, на висоті від 1500 до 2200 м над рівнем моря.